# Rio Istra
 O Istra (em russo:  И́стра) é um rio do Oblast de Moscou, na Rússia.
É um afluente esquerdo do rio Moscou.  A cidade de Istra está localizada ao longo do rio.